# Smolensk-Ring
Der Smolensk-Ring ist eine Motorsport-Rennstrecke bei Werchnedneprowski in der Oblast Smolensk in Russland.

## Streckenbeschreibung
Die Gesamtlänge der im Uhrzeigersinn befahrenen Strecke beträgt 3,375 Kilometer. Der 12 bis 15 Meter breite Kurs besitzt 13 Kurven, davon 8 nach links und 5 nach rechts.

## Geschichte
Um Wirtschaft und Tourismus in der Oblast Smolensk zu stärken, wurde 2007 mit den Planungen der Strecke begonnen. Daran war der Aachener Architekt Hermann Tilke beteiligt. Im Jahr 2009 wurde mit dem Bau begonnen, im August 2010 erfolgte die Eröffnung.

## Veranstaltungen
Heute finden auf der Strecke nationale Automobil-Meisterschaftsläufe statt, unter anderem auch Läufe der Russischen Tourenwagen-Meisterschaft.
Von 2010 bis 2012 gastierte als bislang einzige internationale Serie die FIA European Truck Racing Championship. 2011 geplante Gastspiele der FIA-GT3-Europameisterschaft und der Superleague Formula scheiterten an einer fehlenden Grade 2 Streckenhomologation und aus finanziellen Gründen.